# Maxim Iglinski
Maxim Iglinski (* 18. April 1981 in Zelinograd, Kasachische SSR, Sowjetunion) ist ein ehemaliger kasachischer Radrennfahrer.

## Sportlicher Werdegang
2002 und 2004 gewann Maxim Iglinski jeweils die dominikanische Rundfahrt Vuelta a la Independencia Nacional. 2005 erhielt er bei Domina Vacanze seinen ersten Elite-Vertrag. Ebenfalls 2005 nahm er – der erste Start von sieben – an der Tour de France teil und beendete sie in der Nachwuchswertung auf Rang vier, noch vor dem Vorjahressieger in dieser Kategorie, Wladimir Karpez. Bei der Deutschland Tour 2005 gewann er die in Singen endende Etappe. 2005 wurde er kasachischer Meister im Einzelzeitfahren, im Jahr darauf im Straßenrennen. 2007 gewann er zudem eine Etappe des Critérium du Dauphiné Libéré.
Nachdem Iglinski im Jahr 2006 für das Team Milram gestartet war, wechselte er zur Saison 2007 zum neugegründeten Team Astana. Im Frühjahr 2010 gewann er das Eintagesrennen Montepaschi Strade Bianche - Eroica Toscana. 2008 entschied er eine Etappe der Tour de Romandie für sich. Im April 2012 gelang ihm der Sieg beim Klassiker Lüttich–Bastogne–Lüttich, nachdem er sich einen Kilometer vor dem Ziel sich von Vincenzo Nibali hatte lösen können. An der Tour de France 2014 nahm er als Helfer des späteren Siegers Nibali teil. im Jahr darauf gewann er eine Etappe der Belgien-Rundfahrt, mit dem Team Astana das Mannschaftszeitfahren der Vuelta a España sowie die Tour of Almaty.
2004 sowie 2008 startete Iglinski im Straßenrennen von Olympischen Spielen, konnte aber beide Mal das Rennen nicht beenden.
Im Oktober 2014 wurde Iglinski wegen einer positiven EPO-Probe aus dem August 2014 suspendiert, nachdem im September 2014 bereits sein Bruder Walentin Iglinski positiv getestet worden war. Er wurde für zwei Jahre gesperrt und kehrte nicht in den Radsport zurück.

## Erfolge
2002
- Gesamtwertung Vuelta a la Independencia Nacional

2004
- Gesamtwertung Vuelta a la Independencia Nacional

2005
- Gran Premio Camaiore
- eine Etappe Deutschland Tour

2006
- Kasachischer Meister – Einzelzeitfahren

2007
- eine Etappe Critérium du Dauphiné Libéré
- Kasachischer Meister – Straßenrennen

2008
- eine Etappe Tour de Romandie
- Bergwertung Tour de Suisse

2010
- Montepaschi Strade Bianche - Eroica Toscana

2012
- Lüttich–Bastogne–Lüttich

2013
- eine Etappe Belgien-Rundfahrt
- Mannschaftszeitfahren Vuelta a España
- Tour of Almaty

## Grand-Tour-Platzierungen
| Grand Tour            | 2005 | 2006 | 2007 | 2008 | 2009 | 2010 | 2011 | 2012 | 2013 | 2014 |
| --------------------- | ---- | ---- | ---- | ---- | ---- | ---- | ---- | ---- | ---- | ---- |
| Giro d’ItaliaGiro     | –    | –    | –    | 55   | –    | –    | –    | –    | –    | –    |
| Tour de FranceTour    | 37   | DNF  | DNF  | –    | –    | 128  | 103  | 116  | –    | 129  |
| Vuelta a EspañaVuelta | –    | –    | –    | –    | DNF  | –    | –    | –    | DNF  | –    |